# Kalush Orchestra
Kalush Orchestra (též jen Kalush) je ukrajinská folkrocková rapová hudební skupina, která vznikla v roce 2019. Kapela zpívá v ukrajinštině, vystupuje ve folklorních kostýmech a za doprovodu tradičních nástrojů. Jejím frontmanem je raper Oleh Psjuk.
Kapela byla pojmenována podle Kaluše v Ivanofrankivské oblasti na Ukrajině, rodného města Oleha Psjuka.

## Soutěž Eurovize
V květnu 2022 skupina zvítězila v soutěži Eurovision Song Contest 2022 s písní „Stefanija” (Стефанія). Stala se tak v pořadí třetím vítězem této soutěže reprezentujícím Ukrajinu, po ročnících 2004 (Ruslana: „Wild Dances“) a 2016 (Džamala: „1944“). Píseň vznikla jako óda na Psjukovu matku a skupina s ní skončila na druhém místě v národním kole Eurovize Vidbir.
Skupina následně vydražila vítěznou trofej Křišťálový mikrofon, a to při svém vystoupení na charitativním koncertu v Berlíně u Braniborské brány za 900 tisíc dolarů. Peníze získané dražbou se rozhodla skupina věnovat na pomoc ukrajinské armádě v aktuálním konfliktu s Ruskem, konkrétně k nákupu armádních dronů, k úhradě lékařské péče pro zraněné a k pořízení zásob pro vojáky.